# 港東線
港東線（日语：／ Kōtō sen */?）是連接冈山县仓敷市的水岛站到同市東水島站的貨物鐵路線，屬於水岛临海铁道的铁路线。

## 路线数据

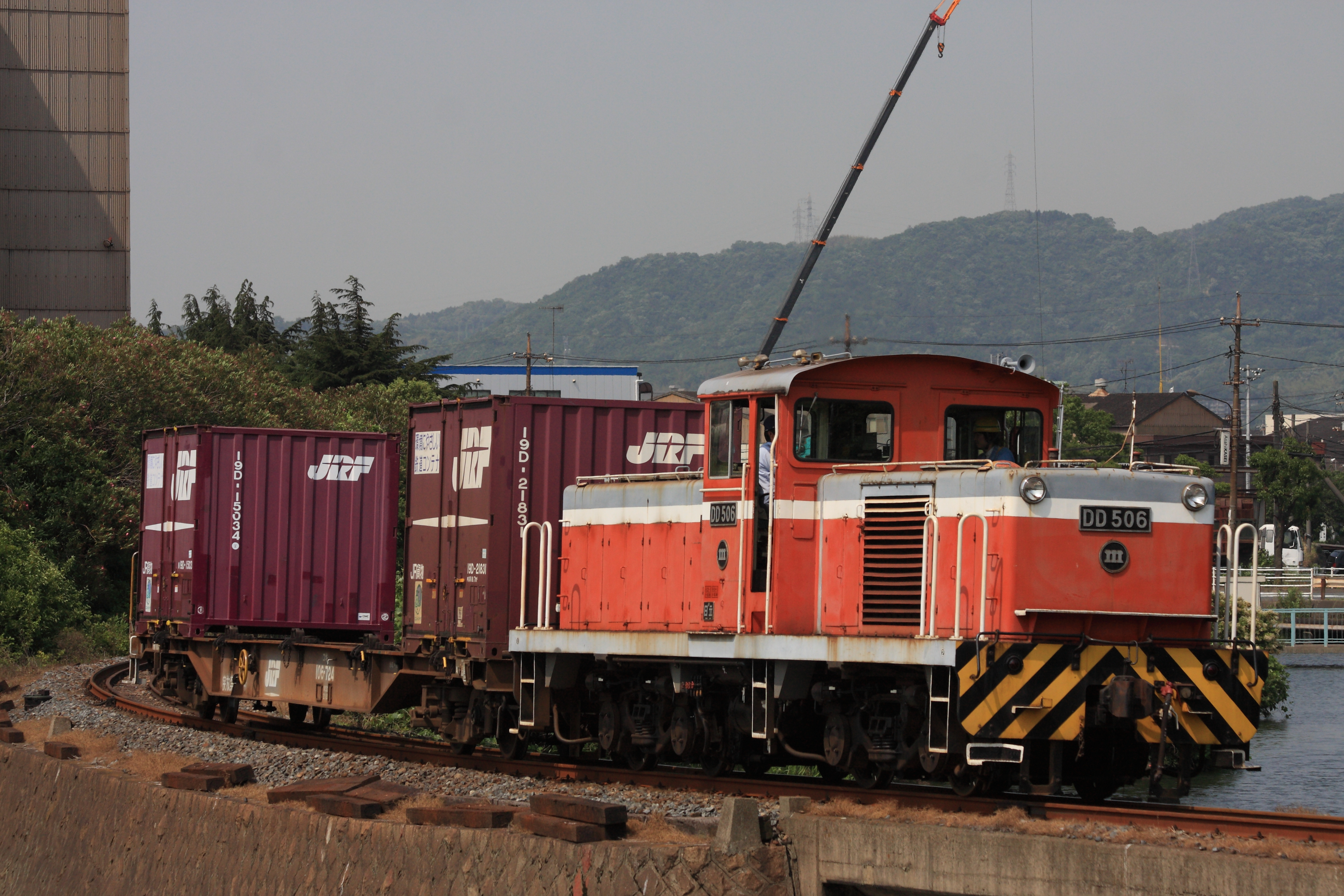
倉敷貨物總站 - 東水島站区间的列车（2012年6月6日）

- 營運商：水岛临海铁道（第一種鐵道事業）
- 路線長度：3.6km
- 軌距：1067mm
- 車站数：2站
- 複線區間：无（全線為单線鐵路）
- 電氣化區間：无（全線為非電氣化鐵路）
- 最高速度：50km/h[1]
- 閉塞方式：單票閉塞
- 安全装置： ATS-SM

## 历史
- 1962年7月1日，仓敷市营铁道水岛站 - 日礦前站（现东水岛站）开通（3.3 公里）。
- 1966年之前，日礦前站更名为东水岛站。
- 1970年4月1日，转由水岛临海铁道營運。
- 1972年3月15日，东水岛站搬迁，路線延長0.3km
- 1992年9月7日，部分路段 (2.3km)高架化[2] 。

## 车站列表
| 站名     | 站名     | 站名             | 站間距離（公里） | 營業距離（公里） | 连接路线 | 地点   | 地点   |
| 中文站名 | 日文站名 | 英文站名         | 站間距離（公里） | 營業距離（公里） | 连接路线 | 地点   | 地点   |
| -------- | -------- | ---------------- | ---------------- | ---------------- | -------- | ------ | ------ |
| 水岛     |          | Mizushima        | 0.0              | 0.0              | 水島本線 | 冈山县 | 仓敷市 |
| 東水島   |          | Higashimizushima | 3.6              | 3.6              |          | 冈山县 | 仓敷市 |